# سیلورلیک (فلوریدا)
سیلورلیک (به انگلیسی: Silver Lake) یک منطقهٔ مسکونی در ایالات متحده آمریکا است که در شهرستان لیک، فلوریدا واقع شده‌است. سیلورلیک ۷٫۹ کیلومتر مربع مساحت و ۱٬۸۸۲ نفر جمعیت دارد و ۲۰ متر بالاتر از سطح دریا واقع شده‌است.